# Lumbreras
Lumbreras is een gemeente in de Spaanse provincie en regio La Rioja met een oppervlakte van 142,91 km². Lumbreras telt 169 inwoners (1 januari 2016).

## Demografische ontwikkeling
Bron: INE, 1857-2011: volkstellingen